# Françoise Christophe
Françoise Christophe (3 de febrero de 1923 – 8 de enero de 2012) fue una actriz teatral, cinematográfica y televisiva de nacionalidad francesa.

## Biografía
Nacida en París, Francia, era hermana de la actriz Paule Emanuele. Tras estudiar arte dramático bajo la dirección de René Simon, siguió los cursos de Lucien Nat en el Théâtre Montparnasse. En 1941 entró en el Conservatoire national supérieur d'art dramatique, donde obtuvo un segundo premio en comedia. Posteriormente fue contratada para trabajar como pensionnaire de la Comédie-Française entre 1948 y 1950.
Christophe encadenó sus actuaciones teatrales. Tras debutar con Il faut qu'une porte soit ouverte ou fermée, de Alfred de Musset, ella destacó por su papel en Lucrèce Borgia, con dirección de Claude Sainval, Demoiselle de petite vertu (de Marcel Achard), Ardèle ou la Marguerite (de Jean Anouilh), Siegfried (de Jean Giraudoux), Amphitryon 38 (de Giraudoux), Et l'enfer, Isabelle? y La Prétendante (ambas de Jacques Deval), Cyrano de Bergerac (con Pierre Dux en el papel titular, L'affaire des poisons (con Philippe Clay), Photo-Finish (de Peter Ustinov), Piano dans l'herbe (de Françoise Sagan) y Honni soit qui mal y pense (con Claude Rich).
Hizo también algunas actuaciones en filmes de Henri Decoin (Premier Rendez-vous y Mariage d'amour), haciendo su primera gran actuación en 1946 en Fantômas, película dirigida por Jean Sacha en la cual ella encarnaba a la princesa Daniloff. En 1967 fue Lady McRashley en Fantômas contre Scotland Yard, tercera y última entrega de la trilogía de André Hunebelle dedicada al personaje.
Tanto en el teatro, el cine y la televisión, ella se especializó en la interpretación de personajes aristocráticos. En 1966 destacó por su trabajo como la reina en Marie Tudor (telefilm en dos parte dirigido por Abel Gance) y por su papel de la duquesa de Trêfles en Rey de Corazones, de Philippe de Broca. 
Entre los años 2003 y 2005 fue la matriarca de Chez Maman, una serie de sketches humorísticos y cáusticos de 3 minutos de duración emitidos por Canal+ dentro del programa 20 h 10 pétantes.
Francoise Christophe falleció en París en el año 2012. Había estado casada con el director teatral Claude Sainval.

## Teatro
- 1942 : Snouck, de Philippe Frey, escenografía de Roland Piétri y Claude Sainval, Teatro de los Campos Elíseos
- 1947 : Un caprice, de Alfred de Musset, escenografía de André Reybaz, Teatro Nacional de Estrasburgo
- 1947 : La Peur des coups, de Georges Courteline, escenografía de André Reybaz, Teatro Nacional de Estrasburgo
- 1947 : El misántropo, de Molière, escenografía de Roland Piétri, Teatro Nacional de Estrasburgo
- 1947 : El misántropo, de Molière, Théâtre Antoine
- 1947 : Borgia, de Herman Closson, escenografía de Claude Sainval, Teatro de los Campos Elíseos
- 1949 : La Demoiselle de petite vertu, de Marcel Achard, escenografía de Claude Sainval, Teatro de los Campos Elíseos
- 1951 : Siegfried, de Jean Giraudoux, escenografía de Claude Sainval, Teatro de los Campos Elíseos
- 1951 : Le Roi de la fête, de Claude-André Puget, escenografía de Claude Sainval, Teatro de los Campos Elíseos
- 1953 : Le Désir sous les ormes, de Eugene O'Neill, escenografía de Claude Sainval, Teatro de los Campos Elíseos
- 1954 : Julio César, de William Shakespeare, escenografía de Jean Renoir, Arenas de Arlés, con Jean Parédès y Maurice Gilmer[2]
- 1955 : Les Trois messieurs de Bois-Guillaume, de Louis Verneuil, escenografía de Christian-Gérard, Théâtre des Variétés
- 1956 : Amphitryon 38, de Jean Giraudoux, escenografía de Claude Sainval, Teatro de los Campos Elíseos
- 1957 : La Prétentaine, de Jacques Deval, escenografía de Robert Manuel, Espace Cardin
- 1959 : L'Affaire des poisons, de Victorien Sardou, escenografía de Raymond Gérôme, Théâtre de la Ville
- 1961 : Les Maxibules, de Marcel Aymé, escenografía de André Barsacq, Théâtre des Bouffes-Parisiens
- 1963 : Et l'enfer Isabelle ?, de Jacques Deval, escenografía de Claude Sainval, Teatro de los Campos Elíseos
- 1964 : Photo-Finish, de Peter Ustinov, escenografía de Peter Ustinov, Espace Cardin
- 1967 : Fleur de cactus, de Pierre Barillet y Jean-Pierre Grédy, escenografía de Jacques Charon, Théâtre des Bouffes-Parisiens
- 1968 : Dans le vent, de Roger Planchon, escenografía del autor, Théâtre de la Cité Villeurbanne
- 1970 : Un piano dans l'herbe, de Françoise Sagan, escenografía de André Barsacq, Théâtre de l'Atelier
- 1972 : Honni soit qui mal y pense, de Peter Barnes, escenografía de Stuart Burge, Théâtre de Paris
- 1973 : Vol au-dessus d'un nid de coucou, Dale Wasserman, escenografía de Pierre Mondy, Théâtre Antoine
- 1974 : Sodome et Gomorrhe, de Jean Giraudoux, escenografía de Roland Monod, Tréteaux de France
- 1982 : Una cigüeña bromista, de André Roussin, escenografía de Jean-Michel Rouzière, Théâtre des Variétés
- 1990 : Coiffure pour dames, de Robert Harling, escenografía de Stéphane Hillel, Théâtre de la Gaîté-Montparnasse

## Filmografía

### Cine
- 1941 : Premier Rendez-vous, de Henri Decoin
- 1942 : Mariage d'amour, de Henri Decoin
- 1943 : Premier prix du conservatoire, de René Guy-Grand
- 1947 : Fantômas, de Jean Sacha
- 1948 : Une jeune fille savait, de Maurice Lehmann
- 1948 : Carrefour du crime, de Jean Sacha
- 1949 : Scandale aux Champs-Élysées, de Roger Blanc
- 1949 : Mademoiselle de La Ferté, de Roger Dallier
- 1950 : La Belle Image, de Claude Heymann
- 1951 : Victor, de Claude Heymann
- 1952 : Nez de cuir, de Yves Allégret
- 1953 : Les amours finissent à l'aube, de Henri Calef
- 1954 : Una donna libera, de Vittorio Cottafavi
- 1955 : La Rue des bouches peintes, de Robert Vernay
- 1956 : Walk Into Paradise, de Lee Robinson y Marcello Pagliero
- 1958 : Les Grandes Familles, de Denys de La Patellière
- 1960 : Le Testament d'Orphée, de Jean Cocteau
- 1961 : Le Puits aux trois vérités, de François Villiers
- 1961 : Les Trois Mousquetaires, de Bernard Borderie
- 1962 : Gli invasori, de Mario Bava
- 1966 : Rey de Corazones, de Philippe de Broca
- 1967 : Fantômas contre Scotland Yard, de André Hunebelle
- 1968 : Caroline chérie, de André Hunebelle
- 1968 : La Prisonnière, de Henri-Georges Clouzot
- 1970 : Borsalino, de Jacques Deray
- 1971 : Aussi loin que l'amour, de Frédéric Rossif
- 1973 : La morte negli occhi del gatto, de Antonio Margheriti
- 1981 : Las alas de la paloma, de Benoît Jacquot
- 1988 : Les Pyramides bleues, de Arielle Dombasle
- 1989 : Try This One for Size, de Guy Hamilton
- 1992 : Les Amies de ma femme, de Didier van Cauwelaert
- 1995 : Fiesta, de Pierre Boutron
- 1996 : Le Plus Beau Métier du monde, de Gérard Lauzier
- 2001 : Charmant garçon, de Patrick Chesnais
- 2008 : Hello Goodbye de Graham Guit

### Televisión
- 1960 : Cyrano de Bergerac, de Claude Barma
- 1960 : Du côté de l'enfer, de Claude Barma
- 1961 : La caméra explore le temps, de Stellio Lorenzi, episodio L'aventure de la duchesse de Berry - La duchesse de Berry
- 1966 : Marie Tudor, de Abel Gance
- 1970 : Un crime de bon ton, de Henri Spade
- 1970 : Au théâtre ce soir : Et l'enfer Isabelle ?, de Jacques Deval, escenografía de Jacques Mauclair, dirección de Pierre Sabbagh, Théâtre Marigny
- 1971 : Au théâtre ce soir : Tapage nocturne, de Marc-Gilbert Sauvajon, escenografía de Jacques-Henri Duval, dirección de Pierre Sabbagh, Théâtre Marigny
- 1972 : Les Thibault, de Stellio Lorenzi y Alain Boudet
- 1974 : Au théâtre ce soir : Hélène ou la Joie de vivre, de André Roussin y Madeleine Grawitz, escenografía de René Clermont, dirección de Georges Folgoas, Théâtre Édouard VII
- 1975 : Les Enquêtes du commissaire Maigret, episodio Maigret hésite, de Claude Boissol
- 1976 : Le chirurgien de Saint-Chad avec Jean-Claude Pascal
- 1979 : Par-devant notaire, segmento Succession veuve Bernier
- 1981 : Marie-Marie, de François Chatel
- 1982 : Les Secrets de la princesse de Cadignan, de Jacques Deray
- 1984 : Au théâtre ce soir : Adieu Prudence, de Leslie Stevens, escenografía de Alain Feydeau, dirección de Pierre Sabbagh, Théâtre Marigny
- 1987 : Les Enquêtes du commissaire Maigret, episodio Un échec de Maigret, de Gilles Katz
- 1988 : Retour à Malaveil, de Jacques Ertaud
- 1991 : À la vie, à l'amour, de Étienne Périer
- 1992 : Les merisiers, de Pierre Lary
- 1994 : Cherche famille désespérément, de François Luciani
- 1995 : Belle Époque, de Gavin Millar
- 1995 : Le juge est une femme (1 episodio)
- 1997 : Maigret, episodio Maigret et le Liberty-Bar
- 1997 : Le prix de l'espoir, de Josée Yanne
- 2000 : Le Grand Patron (3 episodios)
- 2000 : Anna en Corse, de Carole Giacobbi
- 2002 : Louis Page (1 episodio)
- 2002 : Les rebelles de Moissac, de Jean-Jacques Kahn
- 2003 : Chez Maman
- 2006 : Tombé du ciel, de Stéphane Kappes